# 派崔克·羅斯弗斯
派崔克·羅斯弗斯（Patrick Rothfuss，1973年6月6日—）是美國史詩奇幻小說作家。他是以《弒君者三部曲》（The Kingkiller Chronicle）聞名於世。

## 生平
派崔克·羅斯弗斯出生在威斯康星州麥迪遜市，在威斯康星大學史蒂芬斯角分校獲得學士學位。
他在1999年獲得華盛頓州立大學碩士學位後，返回在威斯康星大學史蒂芬斯角分校任教。2007年，派崔克·羅斯弗斯以《弒君者三部曲》首集《風之名》出道。

## 著作
- 《風之名》
- 《風之名2：智者之懼》
- 《風之名外傳：沉默的音樂》

## 榮譽
1. 未來作家 (2002年)[1]
2. 奎爾獎 (2007)[2]
3. "年度最佳書籍" (2007) – 出版者周刊 – Science Fiction/Fantasy/Horror[3]
4. Romantic Times Reviewers' Choice Award for Best Epic Fantasy (2007)[4]

## 外部連結
- 官方网站
- 網路推理小說資料庫上的派崔克·羅斯弗斯
- Patrick Rothfuss at the Internet Book List
- Adria's News Interview (Summer 2014) （页面存档备份，存于）
- Patrick Rothfuss interview (Autumn 2015) （页面存档备份，存于）
- Patrick Rothfuss在TWiT.tv上的節目《Triangulation》的採訪（英文）
- Patrick Rothfuss在国会图书馆管理局的纪录，有4条目录纪录